# لایزا مینلی
لایزا می مینلی (به انگلیسی: Liza May Minnelli) ‏(۱۲ مارس ۱۹۴۶) هنرپیشه و خواننده اهل ایالات متحده و برنده جایزه اسکار است.
او قطعه «ما قهرمان هستیم» (به انگلیسی: We Are The Champions) را در انتهای کنسرت بزرگداشت فردی مرکوری به همراه گروه کویین و دیگر هنرمندان حاضر بر روی صحنه از جمله متالیکا،دیوید بویی،التون جان و... اجرا کرد.

## ابتدای زندگی
لایزا مینلی در ۱۲ مارس ۱۹۴۶ در هالیوود، لس آنجلس، کالیفرنیا زاده شد. والدین وی جودی گارلند (۱۹۲۲–۱۹۶۹) هنرپیشه سینما و خواننده و وینسنت مینلی (۱۹۰۳–۱۹۸۶) کارگردان سینما بودند

## حرفه
او بازی در سینما را از سه سالگی در صحنه پایانی فیلم موزیکال در تابستان قدیمی خوب با نقش‌آفرینی مادرش آغاز کرد.

## بخشی از فیلم‌شناسی
| سال          | متن عنوان                          | در ایران    | متن عنوان |
| ------------ | ---------------------------------- | ----------- | --------- |
| ۱۹۶۲–۱۹۶۱    | خاطرات یک دختر جوان                |             |           |
| ۱۹۶۷         | چارلی بابلز                        |             |           |
| ۱۹۶۹         | فاخته نازا                         |             |           |
| ۱۹۷۲         | کاباره                             |             |           |
| ۱۹۷۵         | بانوی خوش‌شانس                      | بخت بلند    |           |
| ۱۹۷۵         | شیکاگو (موزیکال)                   |             |           |
| ۱۹۷۶         | فیلم صامت                          | سینمای صامت |           |
| ۱۹۷۷         | نیویورک، نیویورک                   |             |           |
| ۱۹۸۱         | آرتور                              |             |           |
| ۱۹۸۳         | سلطان کمدی                         |             |           |
| ۱۹۹۲         | کنسرت بزرگداشت فردی مرکوری         |             |           |
| ۰۵–۲۰۰۳ ۲۰۱۳ | پرورش شکست‌خورده (مجموعه تلویزیونی) |             |           |
| ۲۰۰۶         | اوه در اوهایو                      |             |           |
| ۲۰۱۰         | سکس و شهر ۲                        |             |           |

## جوایز و افتخارات
مینلی در طول سال‌های فعالیت هنری جوایز و افتخارات بی‌شمار دیگری را نیز به‌دست آورده‌است.
- جایزه اسکار بهترین بازیگر نقش اول زن بخاطر فیلم کاباره (۱۹۷۲)
- جایزه بفتای بهترین بازیگر نقش اول زن بخاطر فیلم کاباره (۱۹۷۲)
- جایزه گلدن گلوب بهترین بازیگر زن فیلم موزیکال یا کمدی بخاطر فیلم کاباره (۱۹۷۲)
- بیست و ششمین دوره جوایز بفتا
- جایزه اسطوره گرمی
- سی‌امین مراسم گلدن گلوب
- چهل و سومین مراسم گلدن گلوب
- جایزه گلدن گلوب بهترین بازیگر نقش زن برای سریال کوتاه یا فیلم تلویزیونی (۱۹۸۶)
- فهرست ستاره‌های پیاده‌رو شهرت هالیوود

او همچنین تاکنون برنده دو جایزه تونی، یک جایزه امی و یک جایزهٔ اسطورهٔ زندهٔ گرمی شده‌است.
- بهترین برنامه تک‌نفره - متفرقه و موسیقی پاپ لایزا با یک زد، کنسرتی برا تلویزیون (۱۹۷۳)
- جایز گوی طلایی
  - بهترین بازیگر زن فیلم موزیکال یا کمدی کاباره (۱۹۷۳)
  - بهترین بازیگر زن برنامه یا فیلم تلویزیونی زمانی برای زندگی (۱۹۷۳)
- جایزه گرمی افسانه‌ای برای کمک و تأثیر در هنر موسیقی (۱۹۹۰)
- جایزه تونی بهترین بازیگر نقش اصلی زن فیلم موزیکال فیلم فلورا تهدید سرخ (۱۹۶۵)
- جایزه ویژه تونی برای فروغ‌بخشیدن به فصل برادوی (۱۹۷۴) بهترین بازیگر نقش اصلی زن فیلم موزیکال برای فیلم حرکت (۱۹۷۸)